# گتر یانی
گتر یانی (انگلیسی: Getter Jaani؛ زادهٔ ۳ فوریهٔ ۱۹۹۳) یک خواننده پاپ اهل استونی است.
وی در مسابقه آواز یوروویژن ۲۰۱۱ با ترانه خیابان راکفلر نماینده کشور استونی بوده و در جایگاه بیست و چهارم قرار گرفت است.

## آلبوم‌ها
- Rockefeller Street (۲۰۱۱)
- DNA (۲۰۱۴)